# Cribrilaria innominata
Cribrilaria innominata is een mosdiertjessoort uit de familie van de Cribrilinidae. De wetenschappelijke naam van de soort is voor het eerst geldig gepubliceerd in 1844 door Couch.